# Aire urbaine de Casteljaloux
L'aire urbaine de Casteljaloux est une ancienne aire urbaine française constituée autour de la ville de Casteljaloux (Lot-et-Garonne).

## Caractéristiques
L'aire urbaine de Casteljaloux est composée de six communes, toutes situées dans le Lot-et-Garonne.
Son pôle urbain est l'unité urbaine de Casteljaloux, formée par la seule commune de Casteljaloux.

### Communes
Liste des communes appartenant à l'aire urbaine de Casteljaloux selon la nouvelle délimitation de 2010 et sa population municipale en 2010 (liste établie par ordre alphabétique) :
| Nom                       | Code Insee | Statut | Superficie (km2) | Population (dernière pop. légale) | Densité (hab./km2) |
| ------------------------- | ---------- | ------ | ---------------- | --------------------------------- | ------------------ |
| Beauziac                  | 47026      |        | 15,34            | 270 (2014)                        | 18                 |
| Casteljaloux              | 47052      |        | 30,59            | 4 638 (2014)                      | 152                |
| Labastide-Castel-Amouroux | 47121      |        | 11,95            | 317 (2014)                        | 27                 |
| Pindères                  | 47205      |        | 40,76            | 219 (2014)                        | 5,4                |
| Pompogne                  | 47208      |        | 35,96            | 213 (2014)                        | 5,9                |
| Poussignac                | 47212      |        | 13,02            | 272 (2014)                        | 21                 |
| La Réunion                | 47222      |        | 28,06            | 489 (2014)                        | 17                 |
| Sauméjan                  | 47286      |        | 19,50            | 87 (2014)                         | 4,5                |

## Évolution démographique
L'évolution démographique ci-dessous concerne l'aire urbaine selon le périmètre défini en 2010.
| 1968  | 1975  | 1982  | 1990  | 1999  | 2008  | 2013  | - | - | - |
| ----- | ----- | ----- | ----- | ----- | ----- | ----- | - | - | - |
| 6 707 | 6 516 | 6 514 | 6 550 | 6 325 | 6 349 | 6 503 | - | - | - |